# لوئیس هنین
لوئیس هنین (انگلیسی: Louis Henin؛ زادهٔ ۲۴ ژوئن ۱۸۹۴ - درگذشت نامشخص) ژیمناست هنری اهل بلژیک بود.